# Андрусяк, Иван Михайлович
Ива́н Миха́йлович Андруся́к  (*28 декабря 1968, с. Вербовец Косовского района Ивано-Франковской области, Украина) — украинский поэт, детский писатель, прозаик, эссеист, переводчик.

## Биография
Иван Андрусяк родился 28 декабря 1968 года в Гуцульщине. Образование: филологический факультет Ивано-Франковського государственного педагогического университета им. Василя Стефаника (1992) и Украинская Академия государственного управления при Президенте Украины (1997). Работал журналистом в украинских изданиях, госслужащим, редактором; с 2007 г. — литературный редактор издательства Грани-Т.
Проживает в г. Березань под Киевом. Жена — литературовед Екатерина Борисенко, сын Иван (1994), дочери Елизавета (1996), Стефания (2002).

## Творчество
Один из основателей литературной группы «Новая дегенерация» (1989—1996). Яркий представитель литературного поколения 90-х. В раннем творчестве превалировали неомодернистские, декадентские мотивы; впоследствии эволюционировал до «прозрачного стиха». Создал оригинальную индивидуальную поэтическую манеру, базированную на метафоризме — критика назвала её «плавающей семантикой».
С 2005 года, после рождения младшей дочери Стефы (Стефании), Иван Андрусяк обращается к детской литературе — в журналах, альманахах и антологиях печатает стихи, которые впоследствии вошли в сборник «Мягкое и пушистое» (2010); а 2007 года выходит повесть-сказка для дошкольников и младших школьников «Стефа и её Чакалка». В ней автор использует фольклорный образ Чакалки — сказочного существа, которым на Слобожанщине и Полтавщине в древности родители пугали своих непослушных детей: дескать, придёт ночью, заберёт ребёнка в мешок и унесёт в тёмный лес. Именно так и происходит с героями повести, которые попадают в сказочную «школу чакалок и бабаев», где им разрешено делать всё, что захочется. Писатель описывает эти сцены с юмором, но всё же больше внимания обращает на детскую психологию. Конечно, впоследствии добро и любовь побеждают — и благодаря ним ребёнок может даже «перевоспитать» сказочного монстра.
Дошкольникам адресованные «Зверская азбука» (2008) и «Книжечка Зайчика» (2008) — стихи и стихотворные сказки; а также повесть-игра «Кто боится Зайчиков» (2010), удостоенная первой премии литературного конкурса «Золотой аист». Детям младшего и среднего школьного возраста адресованные веселые приключенческие повести «Сорокопуты, или Как Лиза и Стефа убежали из дома» (2009) и «Кабан дикий — длинный хвост» (2010); а старшеклассников заинтересует книжка биографических рассказов «Иван Андрусяк о Димитрии Туптало (св. Димитрии Ростовском), Григорие Квитке-Основьяненко, Тарасе Шевченко, Ниле Хасевиче и Олексе Довбуше» (2008).
Тем не менее сам писатель «главным» своим детским произведением считает небольшую повесть «Дядя Барбатко смеется» (опубликована в 2008 г. в сборнике «Три дня сказки»), где в форме философско-поэтической сказки молвится о тонкости человеческих взаимоотношений, о неповторимости каждого человека в мире, о любви и боли, о глубинной связи человека и природы, о красоте и сложности жизни.
«Взрослая» проза Ивана Андрусяка — преимущественно истории из жизни Гуцульщины в 1940-50-х годах. Автор метафорически, активно используя гуцульский диалект, исследует психологию человека в трагических, пограничных ситуациях. Небольшую повесть «Реставрация снега» (1993) критика считает одним из лучших в современной украинской литературе текстов о «войне после войны».
Эссеистика Андрусяка (сборник «Дубы и львы», 2011) характеризуется «мифологическим мышлением». В своих литературно-критических статьях писатель анализирует преимущественно поэзию и резко выступает против «попсы».
Переводит с русского (стихи Осипа Мандельштама, Бориса Пастернака и др., рассказы Льва Толстого, публицистику Анны Политковской, книги для детей Леонида Сороки, Наталии Гузеевой, Юлии Галаниной, Валерия Куклина, Сергея Махотина, Михаила Яснова, Юрия Коваля, Ирины Пивоваровой и др.), белорусского (стихи Андрея Хадановича, Михася Скоблы), польского (стихи Чеслава Милоша, Виславы Шимборской, сборник избранных стихов Анджея Бурсы «Улыбка горлом»), грузинского (стихи и сказки Гурама Петриашвили) и английского (сборник избранных стихов Эдварда Эстлина Каммингса «Тюльпаны и дымоходы», поэма «Полые люди» и сборник стихов «Котоведение от Старого Опоссума» Томаса Стернза Элиота и др.) языков.
Лауреат премий «Смолоскип» (1995), «Благовист» (1996), им. Бориса Нечерды (2002), журнала «Курьер Кривбасса» (2007), первой премии конкурса произведений для детей «Золотой Аист» (2008), международной премии «Corona Carpatica» (2010). Повесть «Восемь дней из жизни Бурундука» вошла в ежегодный каталог лучших в мире книг для детей «White Ravens 2013».

## Поэзия
- «Депресивний синдром» — «Депрессивный синдором» — (в кн.: Нова дегенерація. Івано-Франківськ: Перевал, 1992)
- «Отруєння голосом» — Отравление голосом" — (К.: Смолоскип, 1996)
- «Шарґа» — «Шарга», диалектное слово, которое в переводе обозначает «наст» — (Львів: Лір-Артіль — Піраміда, 1999)
- «Повернення в Ґалапаґос» — «Возвращение в Галапагосс» — (Донецьк: Бібліотека часопису «Кальміюс», 2001)
- «Сад перелітний» — «Перелетный сад» — (Львів: Кальварія, 2001 / серія «Ковчег»)
- «Дерева і води» — «Деревья и воды» — (Харків: Акта, 2002 / серія «Ars poetica»)
- «Часниковий сік» — «Чесночный сок» — (К.: Факт, 2004 / серія «Зона Овідія»)
- «Храбуст» — «Храбуст», диалектное слово, которое в переводе обозначает «марь» — (Донецьк: Бібліотека часопису «Кальміюс», 2006)
- «Писати мисліте» — «Писать мыслите» — (К.: Факт, 2008)
- «Неможливості мови» — «Невозможности языка» — (К.: Ярославів вал, 2011)
- «Книга трав, дерев і птахів» — «Книга трав, деревьев и птиц» — (Тернопіль: Навчальна книга — Богдан, 2013)

## Проза
- Вургун (К.: Діокор, 2005, сборник составили повесть-метафора «Реставрація снігу» («Реставрация снега», новелла «Шарґа», роман-новелла «Вургун»)

## Для детей
- «Стефа і її Чакалка: дівчача повістина» — «Стефа и её Чакалка: повесть для девочек» — (К.: Грани-Т, 2007)
- «Зайчикова книжечка: віршовані казки» — «Книжечка Зайчика: стихотворные сказки» — (К.: Грани-Т, 2008)
- «Звіряча абетка» — «Звериная азбука» — (К.: Грани-Т, 2008)
- «Дядько Барбатко сміється» — «Дядя Барбатко смеется» — / Іван Андрусяк, Валентина Запорожець, Микола Гриценко. Три дні казки (К.: Грани-Т, 2008)
- «Іван Андрусяк про Дмитра Туптала (святого Димитрія Ростовського), Григорія Квітку-Основ’яненка, Тараса Шевченка, Ніла Хасевича і Олексу Довбуша» — «Иван Андрусяк о Дмитрии Туптале (св. Димитрии Ростовском), Григорие Квитке-Основьяненко, Тарасе Шевченко, Ниле Хасевича и Олексе Довбуше» — (К.: Грани-Т, 2008, серія «Життя видатних дітей»)
- «Сорокопуди, або Як Ліза і Стефа втекли з дому» — «Сорокопуты, или Как Лиза и Стефа убежали из дома» — (Львів: Видавництво Старого Лева, 2009)
- «Хто боїться Зайчиків: повість-гра» — «Кто боится Зайчиков: повесть-игра» — (К.: Грани-Т, 2010)
- «М’яке і пухнасте: вірші» — «Мягкое и пушистое: стихи» — (К.: Грани-Т, 2010)
- «Кабан дикий — хвіст великий. Друга історія Стефи і Чакалки: повість-казка» — «Кабан дикий — длинный хвост. Вторая история Стефы и Чакалки: повесть-сказка» — (К.: Грани-Т, 2010)
- «Стефа і її Чакалка. Виданя друге, ще капосніше» — «Стефа и Чакалка. Издание второе, ещё пакостнее» — (К.: Грани-Т, 2011)
- «М’яке і пухнасте: вірші шрифтом Брайля» — «Мягкое и пушистое: стихи шрифтом Брайля» — в сб.: Іван Андрусяк, Юрій Бедрик, Сергій Пантюк, Михайло Григорів, Василь Голобородько, Леся Мовчун. Сучасна дитяча поезія (К.: Грани-Т, 2011)
- «Вісім днів із життя Бурундука: повість» — «Восемь дней из жизни Бурундука: повесть» — (К.: Грани-Т, 2012)
- «Абетка-прозивалка» — «Азбука-прозывалка» — (Тернопіль.: Навчальна книга — Богдан, 2012)
- «Пінгвінік: садочкова повість» — «Пингвиник: повесть о детском саде» — (К.: Грани-Т, 2013)
- Сонячні дні домовичка Мелетія: картини Степана Вербещука, казки Івана Андрусяка (К.: Час майстрів, 2014); русский перевод: Солнечные дни домовичка Мелетия: картины Степана Вербещука, сказки Ивана Андрусяка. Перевела с украинского Лариса Колос (К.: Время мастеров, 2014)
- «Третій сніг: повість-казка» — «Третий снег: повесть-сказка» — (К.: Фонтан сказок, 2014)
- «Чупакабра та інші зайчики. Усе солодший сад: вірші для дітей» — «Чупакабра и другие зайчики. Всё слаще сад: стихи для детей» — (К.: Фонтан сказок, 2014)

## Критика, эссеистика
- «Літпроцесія: рецензії, есеї, статті» — «Литпроцессия: рецензии, эссе, статьи» — (Донецьк: Бібліотека часопису «Кальміюс», 2001)
- «Латання німбів: рецензії, есеї, статті» — «Латание нимбов: рецензии, эссе, статьи» — (Івано-Франківськ: Тіповіт, 2008, серія «Інша критика»)
- «Дуби і леви: вибрана есеїстика» — «Дубы и львы: избранная эссеистика» — (К: Грані-Т, 2011, серія «De profundis»)

## Ресурсы интернет
- Андрусяк Иван на ТребаВсім в UA
- Авторский сайт писателя
- dyskurs — Андрусяк, Иван Михайлович в «Живом Журнале»
- «Дерево Божье» — стихи Ивана Андрусяка в переводе Татьяны Савченко